# Lizzie McGuire - Da liceale a popstar
Lizzie McGuire - Da liceale a popstar è un film del 2003 diretto da Jim Fall, con Hilary Duff.
Il film, girato interamente a Roma, racconta le avventure dell'adolescente Lizzie McGuire, personaggio immaginario protagonista della serie televisiva omonima, di cui sono stati trasmessi 65 episodi sul canale satellitare Disney Channel.
La protagonista, dopo aver ottenuto il diploma di scuola superiore, parte insieme al suo miglior amico David Gordon e il resto della sua classe verso Roma, dove vivrà un'avventura che la porterà a diventare una popstar.

## Trama
Lizzie si sta preparando per la cerimonia del diploma, seguita da un viaggio di studio a Roma. In questo evento Lizzie è costretta ad esporre un discorso di apertura, che purtroppo si trasforma in un disastro, motivo per il quale la ragazza è sempre più desiderosa di partire. Una volta arrivata a Roma insieme al suo amico Gordo  e alla sua classe, Lizzie viene messa in stanza con la sua rivale Kate e, in una prima escursione in giro per la città, conosce un ragazzo di nome Paolo.
Quest'ultimo, sempre in giro con la sua guardia del corpo Sergei, canta in coppia con una popstar italiana identica a Lizzie tranne per il colore dei capelli, Isabella Parigi, ma essendo in vacanza a causa di una lite tra i due, Paolo propone a Lizzie di accompagnarlo a cantare in una serata che vedeva protagonisti lui ed Isabella. Lizzie, per continuare ad incontrare Paolo finge di essere malata e, coperta da Gordo, riesce a sfuggire alla sua preside. Successivamente riesce  stranamente ad avere anche l'appoggio di Kate, eccitata dal fatto che ormai la sua conquilina sia diventata una popstar, anche se non realmente.
Nel frattempo, in America, il fratello di Lizzie, Matt, ha scoperto che sua sorella è stata scambiata per una famosa popstar e, insieme alla sua amica Melina, escogita un piano per essere riempito di soldi. Dopo qualche giorno, Gordo suscita dei sospetti verso la preside, la signorina Ungermeyer, riguardo alla malattia di Lizzie, per cui è costretto a rivelare di essere stato lui a scappare dall'albergo venendo così espulso dal gruppo e rimandato a casa, mentre nel frattempo anche i genitori di Lizzie, Jo e Sam, insieme al fratello Matt, accorrono a Roma. Una volta in aeroporto Gordo incontra la vera Isabella di ritorno dal suo viaggio e le racconta tutta la verità dato che adesso anche lei sa dell'esistenza della sua sosia.
I due accorrono al colosseo dove si svolge la serata e rivelano a Lizzie una verità scottante su Paolo: lui canta in playback e voleva fare in modo che fosse lei a farlo per potersi vendicare della vera Isabella. Alla fine, Isabella indica a Gordon di togliere il playback di Paolo. In modo tale che quest'ultimo potesse venire umiliato davanti al pubblico. Ora Lizzie ha la scena tutta per sé. Ora lei è una popstar. Dopo il suo successo all'IMVA, Lizzie capisce di essere innamorata di Gordo, un sentimento reciproco, e lo bacia.

## Personaggi
- Hilary Duff: Lizzie McGuire; Isabella Parigi
- Adam Lamberg: David "Gordo" Gordon
- Hallie Todd: Jo McGuire
- Robert Carradine: Sam McGuire
- Jake Thomas: Matt McGuire
- Ashlie Brillault: Kate Sanders
- Clayton Snyder: Ethan Craft
- Alex Borstein: Miss Ungermeyer
- Yani Gellman: Paolo Valisari
- Brendan Kelly: Sergei
- Carly Schroeder: Melina Bianco
- Daniel Escobar: Mr. Escobar
- Jody Racicot: Giorgio
- Peter Kelamis: Dr. Comito
- Terra C MacLeod: Franca di Montecatini
- Alessandro Cavalieri: Guidatore del pulmino
- Riccardo Marino: Gelataio
- Taylor Hoover: Taylor
- Jeremy Beck: Jeremy
- Peter Grasso: Paparazzo numero 1
- Aaron Douglas: Paparazzo numero 2
- Stefano Giulianetti: Paparazzo numero 3
- Katy Louise Saunders: Comparsa

## Incassi
Nel primo fine settimana, la pellicola incassò $17.3 milioni e raggiunse la 2# posizione nel Box Office degli Stati Uniti. Fu proiettato in 2.825 cinema e arrivo ad incassare nei soli Stati Uniti $ 42.7 milioni. Nonostante la serie Lizzie McGuire non fosse conosciuta negli altri Paesi tanto quanto negli Stati Uniti, il film fu un successo anche al box office internazionale e Lizzie McGuire - Da liceale a popstar incassò ben $55,534,455.

## Riconoscimenti
- 2003

Teen Choice Award: "Choice Movie — Comedy"
Teen Choice Award: "Choice Movie Actress — Comedy" (Hilary Duff)
- 2003

Teen Choice Award: "Choice Movie Breakout Star — Female" (Hilary Duff)
- 2004

Leo: "Feature Length Drama: Best Visual Effects" (Gary Gutierrez,Jayne Craig,Bruce Woloshyn,Simon Ager,Wes Sargent)

## Curiosità
- Nel film compaiono anche Katy Louise Saunders, star del film Tre metri sopra il cielo, e l'attore Giulio Berruti.
- La voce cantata del personaggio di Isabella Parigi non è di Hilary Duff ma di sua sorella maggiore Haylie Duff.
- Non è invece presente il personaggio di Miranda, già assente in 6 episodi della serie madre. Il motivo della sua assenza è che Lalaine (l'attrice che la interpretava), nel periodo in cui sono stati girati tali episodi e il film, aveva abbandonato la serie per prendere parte al film Disney per la televisione You Wish! - Attenzione ai desideri. Per ovviare a tale assenza viene detto che il personaggio è andato in vacanza con la sua famiglia a Città del Messico dove si svolgeva il film TV What's Stevie Thinking?.